# Manthes
 Manthes  là một xã thuộc tỉnh Drôme trong vùng Auvergne-Rhône-Alpes đông nam nước Pháp. Xã Manthes nằm ở khu vực có độ cao trung bình 205 mét trên mực nước biển.